# エウリュメドン川の戦い (紀元前466年)
エウリュメドン川の戦い（英: Battle of Eurymedon）は、紀元前466年に小アジアのパンヒュリアのエウリュメドン川河口で起こった水陸二つの戦闘である。アテナイ率いるデロス同盟とアケメネス朝ペルシアが戦い、戦いは一日で決した。

## 背景
第二次ペルシア戦争での勝利以降、ギリシア人はペルシアに対して反撃に出た。紀元前478年にスパルタによりビュザンティオン（ビュザンティオン包囲戦）が、紀元前475年にアテナイ率いるデロス同盟によってエイオンが落とされた（エイオン包囲戦）。エイオン奪取の後、その指揮官だったアテナイの将軍キモンはより大きな事業を果たそうとし、ペイライエウスに戻って補給を終えると、200隻の艦隊を率いて出港した。その後、同盟諸市からの援軍が加わり、艦隊は300隻に膨れ上がった。そして彼はカリア、そしてリュキアのギリシア諸都市を説得、あるいは武力によって味方に引き入れた後、軍をペルシア軍がいたエウリュメドン川に進めた。
エウリュメドン川のペルシア軍は陸海両軍からなり、フェレンダテスが率いる陸軍はペルシア人だけから成っており、ペルシア王クセルクセス1世の庶子ティトラウステス率いる海軍はフェニキア、キュプロス、そしてカリア人から成る340隻であった。また、プルタルコスによれば、全軍の総司令官はアリオマンデスであった。

## 戦い
戦いの経過はプルタルコス（『対比列伝』の「キモン伝」）とディオドロス（『歴史叢書』）が詳しく記録しているが、両者の記録は必ずしも一致していない。

### プルタルコスの記録
キュプロスからの援軍80隻と合流するためにペルシア軍はエウリュメドン川近くに投錨していたが、キモンは敵に援軍が来る前に片をつけようとし、戦いを仕掛けた。まずデロス同盟艦隊はペルシア艦隊を攻撃して破り、生き残ったペルシア軍は陸軍のもとに逃げ込んだ。さらにキモンは余勢を駆ってペルシアの陸軍に攻撃を仕掛け、双方多くの死傷者を出した激戦の末に破った。その後、ヒュドロスに80隻のペルシア艦隊が停泊しているという知らせを受けるやキモンは全速で向かい、味方の敗北を知らぬその艦隊を壊滅させた。

### ディオドロスの記録
ディオドロスは最初の戦いはエウリュメドン川ではなく、キュプロスで起こったとしている。彼によれば、敵がキュプロスにいると知ったキモンは250隻の艦隊で以ってそれに挑み、激戦の末敵船の多くを破壊して100隻以上を乗組員もろとも鹵獲した。敗走に転じたペルシア軍は陸に逃げ、船は敵の手に渡った。
キモンはこの勝利だけでは満足せず、エウリュメドン川河畔で宿営していたペルシアの陸軍のもとへ向かった。彼はキュプロスで鹵獲した敵船を偽装し、ペルシア風の格好をさせた兵士を乗り込ませた。そしてそれらを敵陣に向わせ、ペルシア軍はそれを味方と思って受け入れた。そしてその夜、デロス同盟軍は（おそらく内外から）夜襲を仕掛け、敵を大混乱に陥れた。戦いの最中、ペルシア軍の指揮官フェレンダテスは捕えられて殺された。この戦いで多くのペルシア軍が殺傷され、生き残った者は海に逃げた。
この二つの記録のうち、プルタルコスの方が信頼が置かれている。というのも、それは戦いから近い時代に生きていた正確な典拠とされるトゥキュディデスの短い記録と符合しているからである。

## その後
この戦いの勝利によってキモンは輝かしい名声を得、紀元前449年にカリアスの和約が締結され、ギリシア人とペルシアの戦争は終わった。この戦い以降エーゲ海の制海権はペルシアからギリシア人の手に渡り、アテナイはギリシアの覇権国への道を歩み始めた。しかし、エジプトの反乱を助けるために送られたアテナイ軍が紀元前454年に壊滅すると、ペルシアは地中海の海上勢力として再浮上した。

## 註
1. ↑  トゥキュディデス, I. 94-95, 98
2. ↑  ディオドロス, XI. 60
3. ↑  ibid, XI. 60
4. ↑  プルタルコス, 「キモン伝」, 12
5. ↑  ibid, 12
6. ↑  ibid, 13
7. ↑  ディオドロス, XI. 61
8. ↑  トゥキュディデス, I. 100
9. ↑  ディオドロス, XII. 6